# Битка код Фалфорда
Битка код Фалворда се одиграла 20. септембра 1066. године покрај Јорка између англосаксонских снага под вођством ерлови Едвин од Мерсије и Моркар од Нортамбрије и норвешких викиншких инвазионих снага на чијем се челу налазио краљ Харалд III (1047—1066) ојачаним Шкотима и побуњеницима из Нортамбрије на чијем се челу налазио Тостиг Годвинсон, брат краља Енглеске Харолда II (1066). Окончала се викиншком победом, након које се Јорк предао освајачима, али она није донела велику промену у односу снага на терену, пошто су заповедници на обе стране преживели битку, а обе стране нису претрпеле значајне губитке који би их онеспособили да наставе војевање. Свега пет дана након ње, англосаксонске снаге предвођене самим краљем Харолдом II до ногу потукле Харалдове трупе у бици на Стамфорд бриџу и окончале викиншку инвазију на Енглеску. Битка сама по себи није имала пресудан утицај на будућност Енглеске, као две битке које су уследиле, али је зато засигурно била један од кључних фактора који су довели до новог правца у развоју Енглеске и целокупних Британских острва.
Битка односно викиншка инвазија је дошла као последица смрти краља Едварда Исповедника (1043—1066) и нерешених питања око његовог наследника. Нови краљ је постао Харолд уз подршку витенагемота, али су му право на њу оспорили и норвешки краљ Харалд III и војвода Вилијам Копиле од Нормандије (војвода 1035—1087, краљ 1066—1087) који је тврдио да му је Едвард обећао круну након његове смрти. Норвешки краљ је одлучио да војним путем преузме оно што је сматрао да му припада и искрцао се са својим трупама на северу Енглеске у септембру 1066. године. Њему се придружио и Харолдов брат Тостиг са својим снагама из Шкотске и они су спалили Скарборо, након тога су се упутили ка Јорку упловивши бродовима уз Уз до Рикала.
Браћа и грофови Едвин и Моркар су искористили време од првих извештаја о викиншком нападу до доласка њихових трупа у Рикал да изаберу најпогодније место за пружање отпора. Захваљујући реци Уз и околним мочварама, Фалфорд је стратешки био најпогодније место за пружање јаког отпора и заустављање надмоћнијег непријатеља. Саму битку је отворио напад Англосаксонаца који су са својих положаја на чврстом тлу напали надолазеће Харалдове трупе које су се налазили на мочварном тлу. Њихов напад је уродио плодом и викиншке снаге су сузбијене у првој фази битке, али је Харалд III на то одговорио пребацивањем снага са десног крила. Тај маневар је донео превагу и део англосаксонских снага под вођством грофа Едвина је одсечен од осталих, након чега се у нереду повукао ка Јорку да би у њему покушали да пруже отпор нападачима. Остатак англосаксонских снага се након тога нашао на удару са три стране, тако да је и њихова одбрана попустила и део њих се такође повукао ка Јорку, док се део предао под условом да Фалфорд буде поштеђен пљачкања, што се и догодило.
Непосредно након тога се предао и сам Јорк, а Харалд III је од представника града затражио додатне залихе и 100 талаца као гарант њихове лојалности новом краљу. Пет дана касније је требало да дође до испуњења тих захтева код Стамфорд бриџа, али су се тада уместо представника града пред Викинзима појавили сам краљ Харолд II са својим другим братом Гиртом и англосаксонском војском. Том приликом је у великој бици потучена до ногу инвазиона војска, а живот је изгубио и сам краљ Харалд III чиме је окончана викиншка инвазија. Без обзира на ту победу, Харолдове снаге су се већ 14. октобра сукобиле са Норманима у бици код Хејстингса и у њој су животе изгубили сам краљ Харолд II са браћом Гиртом и Леофином. Свега два месеца након тога окончана је норманска инвазија на Енглеску крунисањем нормандијског војводе Вилијама Копилета за новог краља Енглеске 25. децембра у лондонској Вестминстерској опатији, чиме је англосаксонска држава замењена норманском.